# Fensmark (plaats)
Fensmark is een plaats in de Deense regio Seeland, gemeente Næstved. De plaats telt 4632 inwoners (2008).

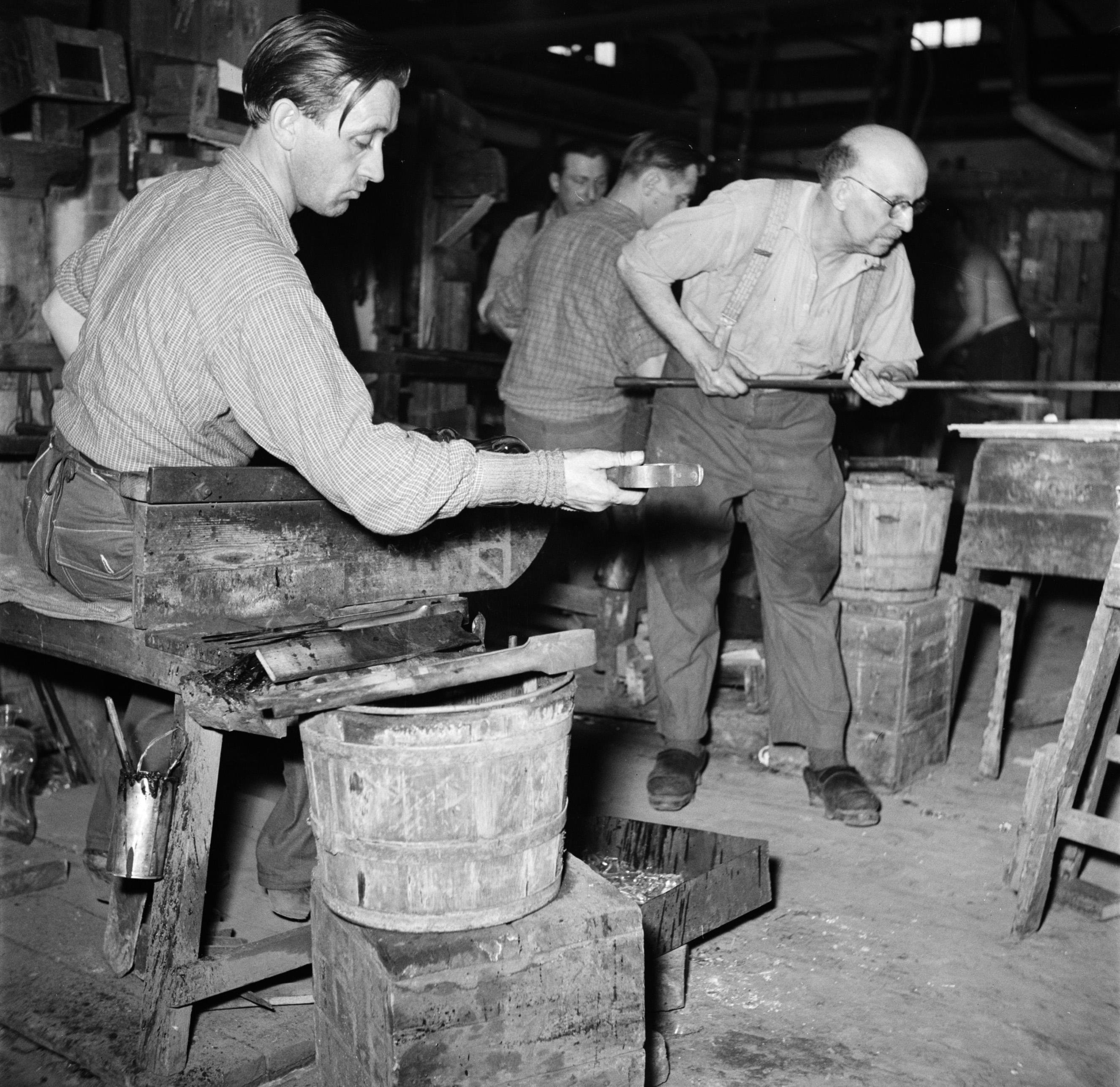
De bekende glasfabriek in Fensmark: Holmegaard Glasværk (1954)